# Sangju-Stadion
Das Sangju-Stadion (kor. 상주시민운동장) ist ein Fußballstadion in der südkoreanischen Stadt Sangju, Provinz Gyeongsangbuk-do. Seit 2011 nutzt der Sangju Sangmu FC das Stadion für Heimspiele. Der Verein spielt aktuell (2016) in der K League Classic, der höchsten Spielklasse Südkoreas.